# Ardaszes Saginijan
Ardaszes Saginijan (pers. آرداشِس ساگینیان; ur. 6 kwietnia 1928, zm. 19 lipca 2009 w Glendale) – irański bokser, olimpijczyk.
Startował w wadze lekkośredniej na Letnich Igrzyskach Olimpijskich 1952 (Helsinki). Zmierzył się w pierwszej rundzie z Argentyńczykiem Eladio Herrerą, z którym przegrał (został on późniejszym medalistą tych zawodów).
Przed igrzyskami wystąpił w trzech pojedynkach meczu międzypaństwowego RFN–Iran. Na trzy stoczone pojedynki wygrał wszystkie.